# Ramon Alberch i Fugueras
Ramon Alberch i Fugueras (Girona, Gironès, 1951) és un historiador, comissari d'exposicions i arxiver català, considerat com un dels màxims experts en arxivística de Catalunya.
Llicenciat en història per la Universitat Autònoma de Barcelona, ha estat director de l'Arxiu Municipal de Girona (1978-89), arxiver en cap de l'Ajuntament de Barcelona (1989-2004) i director de l'Institut Municipal d'Història de Barcelona (1992-1997). També fou un dels cofundadors de l'Associació d'Arxivers de Catalunya i el seu primer president entre els anys 1986 i 1993.
Del març del 2004 al desembre del 2010 fou Subdirector General d'Arxius i Gestió Documental de la Generalitat de Catalunya, càrrec des del qual tingué una participació destacada en les negociacions amb el govern espanyol relatives al retorn dels Papers de Salamanca. Posteriorment s'ha centrat en la carrera docent. Ha donat classes a l'Escola Superior d'Arxivística i Gestió de Documents de la Universitat Autònoma de Barcelona, de la qual va ser impulsor de la seva creació l'any 2002 des de l'Associació d'Arxivers de Catalunya, associació de la qual fou president del Consell Assessor fins a l'any 2010, i també va ser el director de l'Escola des de l'any 2010. També ha donat classes a diverses universitats americanes. És autor de nombroses publicacions sobre arxius i sobre gestió de la documentació.
Té també presència en l'arxivística internacional: membre del Comitè Director d'Arxius Municipals del Consell Internacional d'Arxius des de l'any 2000, en fou així mateix president del 2000 al 2004. Ha estat també cofundador i president (1998-2005) de l'organització no governamental Arxivers sense Fronteres i coordinador dels seminaris sobre arxius i drets humans al Fòrum Social Mundial (Porto Alegre, 2004) i al Centro Cultural de España (Montevideo, 2006), i comissari en exposicions de temàtica jueva (París, 1988, i Nova York, (1989) i de temàtica romana (Barcelona, 1995). També ha estat ponent en congressos i seminaris internacionals.

## Publicacions

### Descripció i viatges
- Els orígens de la Girona contemporània. La crisi de començaments del segle XIX (1978)[1]
- Girona a l'època moderna: demografia i economia (1982)[1]
- 75 anys de Girona (1909-1984), amb Aragó i Masó, Narcís-Jordi (1984)[6]
- Els jueus a les terres de Girona, amb Aragó i Masó, Narcís-Jordi (1985)[6]
- La població de Girona (s. XIV-XX) (1985)[1]
- Quan la pedra madura, amb Aragó i Masó, Narcís-Jordi; Bosch, Francesc Xavier (1991)[6]
- Guia del call jueu de Girona (1995)[1]
- Els barris de Barcelona Alberch, Ramon, dir. (4 vol. 1997-2000)[7]

### Investigació i divulgació
- Joaquim Botet i Sisó, del catalanisme al nacionalisme, amb Josep Quer i Carbonell (1998)[1]
- L'arxiu d'imatges. Propostes de classificació i conservació, amb Pere Freixas i Emili Massanas (1988)[1]
- La función cultural de los archivos, amb Joan Boadas i Raset (1991)[1]
- Archivos y cultura. Manual de dinamización, amb altres autors (2001)[1]
- Los Archivos, entre la memoria histórica y la sociedad del conocimiento (2003)[1]
- La Aventura de la información: de los manuscritos del Mar Muerto al imperio Gates (2004)[1]
- Enciclopèdia de Barcelona (4 vol. 2005-2006)[1]
- Archivos y derechos humanos (2008)[8]
- El preu de la memòria. El cas de l'Arxiu Centelles (2011)[1]
- Archivos (2013)[5]

### Narrativa
- El miracle de les mosques i altres llegendes (2001)[6]